# The Sims: Superstar
The Sims: Superstar is het zesde uitbreidingspakket van het simulatiespel The Sims.

## Gameplay
Deze uitbreiding geeft spelers de mogelijkheid hun Sims naar het nieuwe Hollywood-gebied, Studio Stad, te sturen, waar ze kunnen uitgroeien tot beroemdheden. De Sims kunnen model, acteur/actrice of zanger/zangeres worden.
Het is niet makkelijk voor de speler om zijn of haar Sims beroemd te laten worden, omdat ze hun charisma-, lichaams- en creativiteitsvaardigheid op peil moeten houden om aandacht van de paparazzi te krijgen. In Studio Stad lopen ook sterren als Avril Lavigne en Marilyn Monroe rond.